# Isocoma menziesii
Isocoma menziesii es una especie de planta fanerógama perteneciente a la familia Asteraceae.

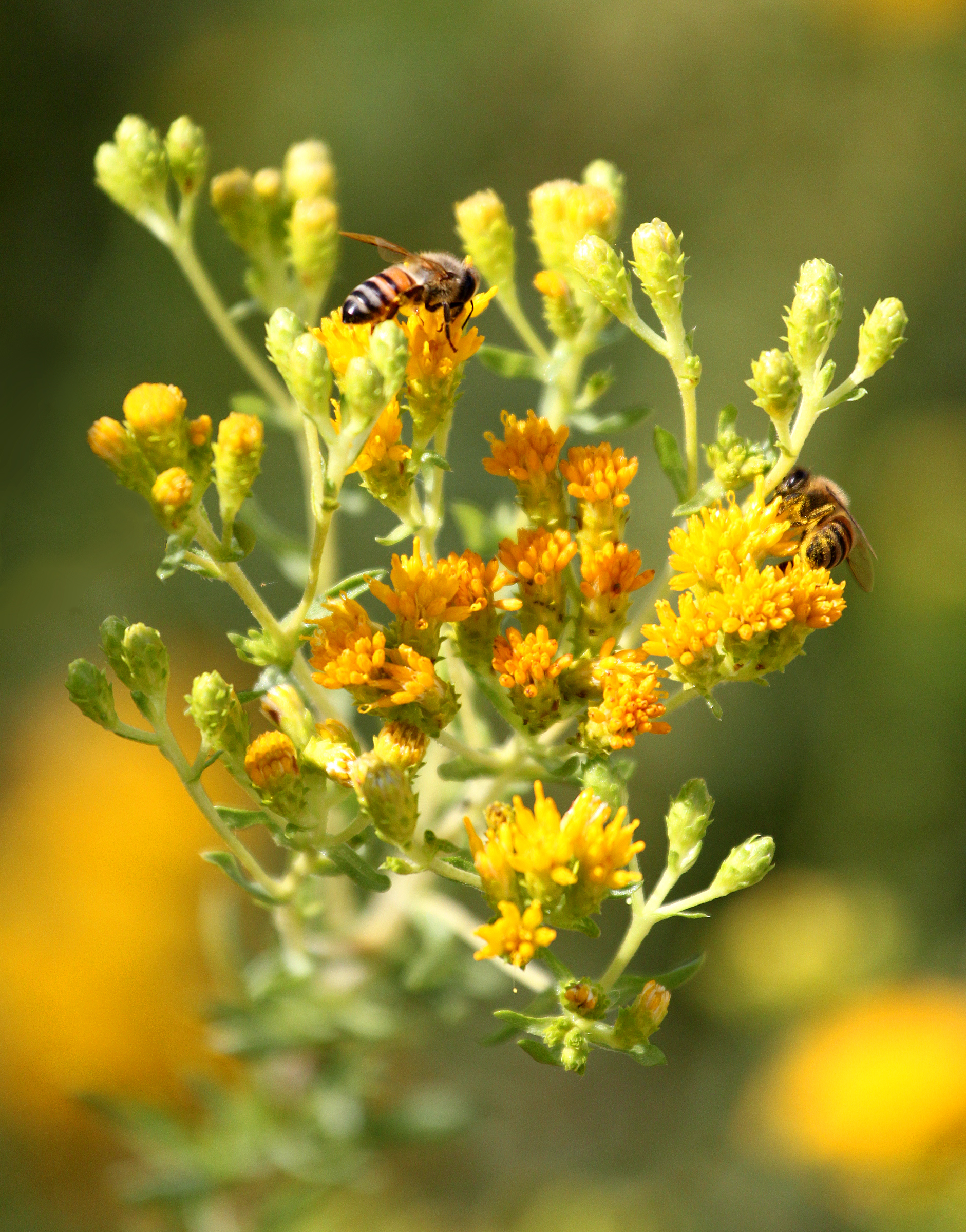
En la Sierra de Santa Ana.

## Distribución
Es originaria de California y Baja California, donde crece en hábitats costeros y del interior como el chaparral, particularmente en suelos arenosos.

## Descripción
Isocoma menziesii es un subarbusto formando un arbusto enmarañado que alcanza un tamaño de entre uno y dos metros de altura. Los tallos erectos ramificados puede estar sin pelo a ser lanudos, son generalmente glandulares, y varían en color desde el gris-verde al marrón rojizo. Las hojas son algo rectangulares, de color gris-verde y a veces peludas y glandulares, miden 1-5 de largo con dientes rechonchos a lo largo de los bordes en forma de óvalo. Las abundantes inflorescencias se presentan en racimos de gruesas cabezas de flores. Cada cabeza es una cápsula con capas de verdosos filarios. La cabeza está llena de grandes y protuberantes floretes cilíndricos del disco de color amarillo con largos estigmas. 

## Taxonomía
Isocoma menziesii fue descrita por Hook. & Arn.) G.L.Nesom y publicado en Phytologia 70(2): 93. 1991.
Etimología
Isocoma: nombre genérico que deriva del griego y significa
"un mechón de pelos iguales", en referencia a las flores.
menziesii: epíteto otorgado en honor del botánico Archibald Menzies.
Variedades aceptadas
- Isocoma menziesii var. decumbens (Greene) G.L.Nesom
- Isocoma menziesii var. sedoides (Greene) G.L.Nesom
- Isocoma menziesii var. tridentata (Greene) G.L.Nesom
- Isocoma menziesii var. vernonioides (Nutt.) G.L.Nesom

Sinonimia
- Bigelowia menziesii (Hook. & Arn.) A.Gray
- Bigelowia menziesii var. menziesii
- Haplopappus fasciculatus Vasey & Rose
- Haplopappus menziesii (Hook. & Arn.) Torr. & A.Gray
- Haplopappus venetus subsp. oxyphyllus (Greene) H.M.Hall
- Haplopappus venetus var. oxyphyllus (Greene) Munz
- Isocoma menziesii var. menziesii
- Isocoma oxyphylla Greene
- Isocoma veneta var. oxyphylla (Greene) R.M.Beauch.
- Pyrrocoma menziesii Hook. & Arn.[3]